# Polycarpa spongiabilis
Polycarpa spongiabilis är en sjöpungsart som beskrevs av Traustedt 1883. Polycarpa spongiabilis ingår i släktet Polycarpa och familjen Styelidae. Inga underarter finns listade i Catalogue of Life.